# 1116年
| 千纪： | 2千纪 |
| 世纪： | 11世纪 \| 12世纪 \| 13世纪 |
| 年代： | 1080年代 \| 1090年代 \| 1100年代 \| 1110年代 \| 1120年代 \| 1130年代 \| 1140年代                                                 |
| 年份： | 1111年 \| 1112年 \| 1113年 \| 1114年 \| 1115年 \| 1116年 \| 1117年 \| 1118年 \| 1119年 \| 1120年 \| 1121年                       |
| 纪年： | 丙申年（猴年）；辽天庆六年；北宋政和六年；西夏雍寧三年；金收國二年；高永昌隆基元年；大理文治七年；越南會祥大慶七年；日本永久四年 |

## 大事记
- 亚洲
  - 耶路撒冷国王鲍德温一世入侵埃及
  - 高永昌組織渤海人起義反遼，驅逐大公鼎、高清明等東京官員，佔據東京，自稱大渤海皇帝，建國號，建年號隆基，辽天祚帝派军平定大渤海叛乱，被完颜阿骨打率领的金军击败，完颜阿骨打又击败渤海军，占领东京地区。
  - 雅乐通过宋徽宗赠送的乐谱传入朝鲜。
  - 宋徽宗立道學，道士、道觀均屬祕書省掌管。設黃帝內經、道德經、莊子、列子博士各兩名，詔老子傳為列傳之首。
- 欧洲
  - 亨利五世第二次入侵意大利。

## 逝世
- 高永昌，大渤海皇帝。